# Sint-Theresiakerk (Maastricht)
De Sint-Theresiakerk is een kerkgebouw in de Nederlandse stad Maastricht, gelegen aan het Theresiaplein in de buurt Biesland in Maastricht-Zuidwest. De rooms-katholieke parochiekerk is genoemd naar de 19e-eeuwse heilige Theresia van Lisieux. Sinds 2022 deelt de Sint-Theresiaparochie de kerk en bijgebouwen met de philharmonie zuidnederland. Het gebouw van Kunrader steen uit begin jaren 1930 is een gemeentelijk monument.

## Geschiedenis
De nieuwe Sint-Theresiaparochie in de zuidwestelijke stadsuitbreiding van Maastricht werd in 1932 afgescheiden van de Sint-Lambertusparochie en de Sint-Petrus-en-Paulusparochie van Wolder.
Het ontwerp van de nieuwe kerk was van architect J.H.H. (Hubert) van Groenendael, die eerder in Maastricht de Sint-Lambertuskerk had ontworpen. Van Groenendael's eerste ontwerp werd afgekeurd. Het tweede ontwerp, grotendeels van de hand van zijn zoon H.F.M. (Huub) van Groenendael, werd wel uitgevoerd. In augustus 1933 vond de aanbesteding plaats voor een bedrag van 188.768 gulden. Op 1 november vond de eerstesteenlegging plaats. De kerk werd gebouwd op een groot terrein aan de zuidzijde van de Tongerseweg. Bouwpastoor was H.Th.H. Ramaeckers (1889-1963). Op 3 oktober 1934, de naamdag van Sint-Theresia, werd de kerk gewijd.
In 1943 werden de kerkklokken door de Duitsers geroofd. In 1946 en 1955 kreeg de kerk nieuwe klokken.
Begin 21e eeuw zijn de parochies van Biesland en Belfort gefuseerd tot de Parochie St. Theresia en St. Jozef. De parochie werkt samen in het parochiecluster Maastricht-West. De ruime Theresiakerk, die plaats biedt aan 1100 bezoekers, is geleidelijk te groot geworden voor de parochie. De kerk werd om die reden tevens gebruikt als locatie voor concerten en bijeenkomsten, onder andere tijdens het festival Musica Sacra.
Begin 2021 werd de kerk herbestemd tot huisvesting van de philharmonie zuidnederland, die er na een grondige verbouwing eind 2022 haar intrek nam. Het orkest huurt 1800 m² repetitieruimte in de kerk en 1800 m² kantoorruimte in de bijgebouwen. De nieuwe locatie kreeg de naam Opus 9. Een deel van het gebouw, waaronder de dagkapel, blijft in gebruik door de Sint-Theresiaparochie.

## Beschrijving kerk

### Exterieur
De Theresiakerk is een grote, driebeukige kerk met een transept en transepttoren en een tweetorenfront met narthex (voorhal). De kerk is opgetrokken in gehakte blokken Kunrader kalksteen en gebouwd in een combinatie van neogotische en neoromaanse stijl. De ramen hebben neogotisch spitsbogen. De torens zijn eerder neoromaans geïnspireerd. De torens hebben koperen tentdaken; het door stalen spanten gedragen zadeldak van het schip en de lessenaarsdaken van de zijschepen zijn met leien gedekt. Aan de rechtergevel is een groot kruis met corpus bevestigd. Ten zuidwesten van de kerk staat de pastorie, eveneens in Kunrader steen, evenals het souterain of de onderkerk, dat thans dienstdoet als kleuterdagverblijf.

### Interieur
In het interieur vallen vooral de glas-in-loodramen op van Henri Schoonbrood (1942, 1945-46), Max Weiss (1948, 1950), Gilles Franssen (1963-65) en Frans Slijpen (1984). De preekstoel in opaline of melkglas is van de hand van Henri Schoonbrood; het altaar en de ambo's zijn van Max Weiss. Aan het altaar werkte ook Charles Vos mee met een altaarstuk en een calvariegroep. Andere werken van Charles Vos in de kerk zijn het Heilig Hartbeeld en beelden van Madonna met Kind, Sint-Jozef met Kind en de heilige Gerardus Majella. Het beeld van Theresia van Lisieux is van Gerard Hack. De kruiswegstaties zijn geschilderd door Jan Grégoire.
Ter vervanging van het tot dan toe gebruikte harmonium plaatste Verschueren Orgelbouw uit Heythuysen in 1951 een uit een Parijse bioscoop afkomstig orgel van de bekende Franse orgelbouwers Aristide Cavaillé-Coll & fils. Het instrument werd bij de plaatsing enigermate gewijzigd en omgebouwd tot een volwaardig kerkorgel.

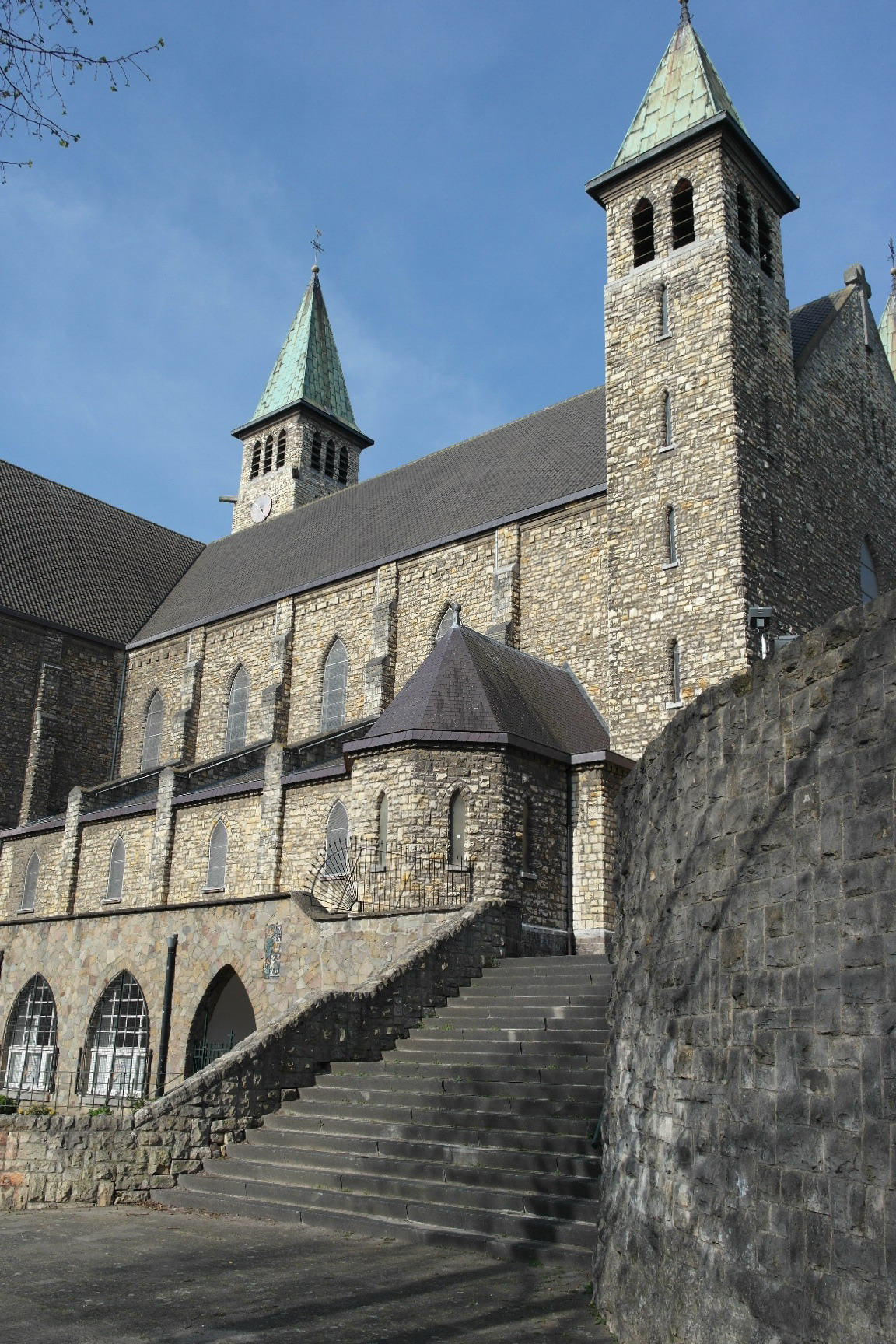
Trappartij
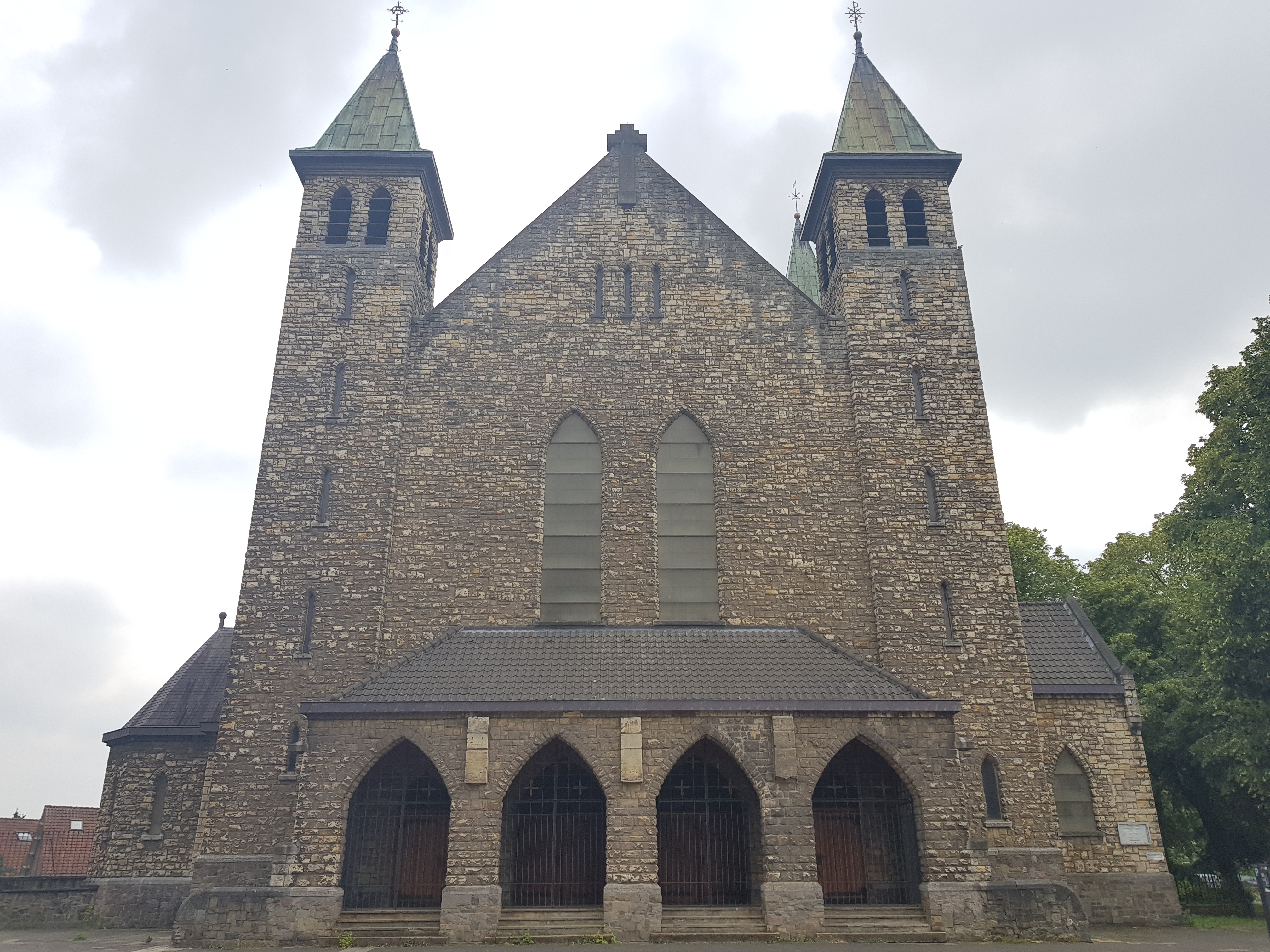
Noordgevel
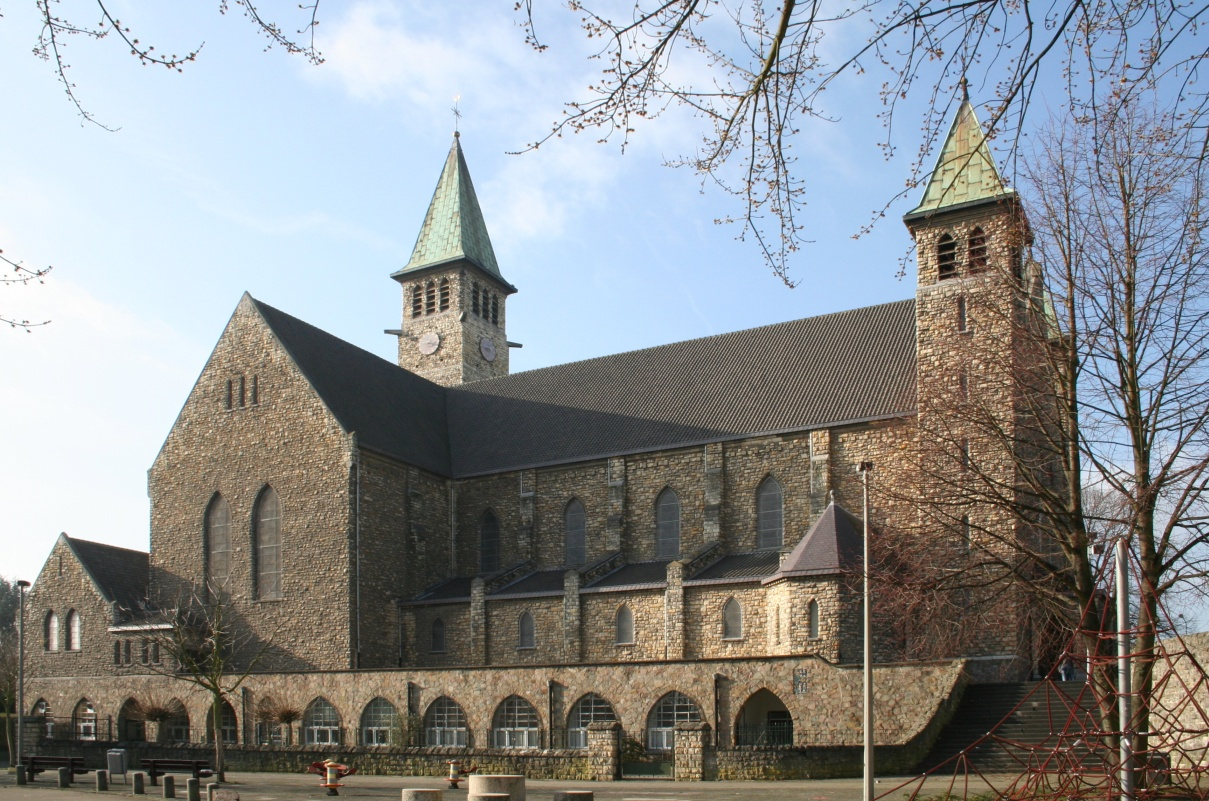
Oostgevel
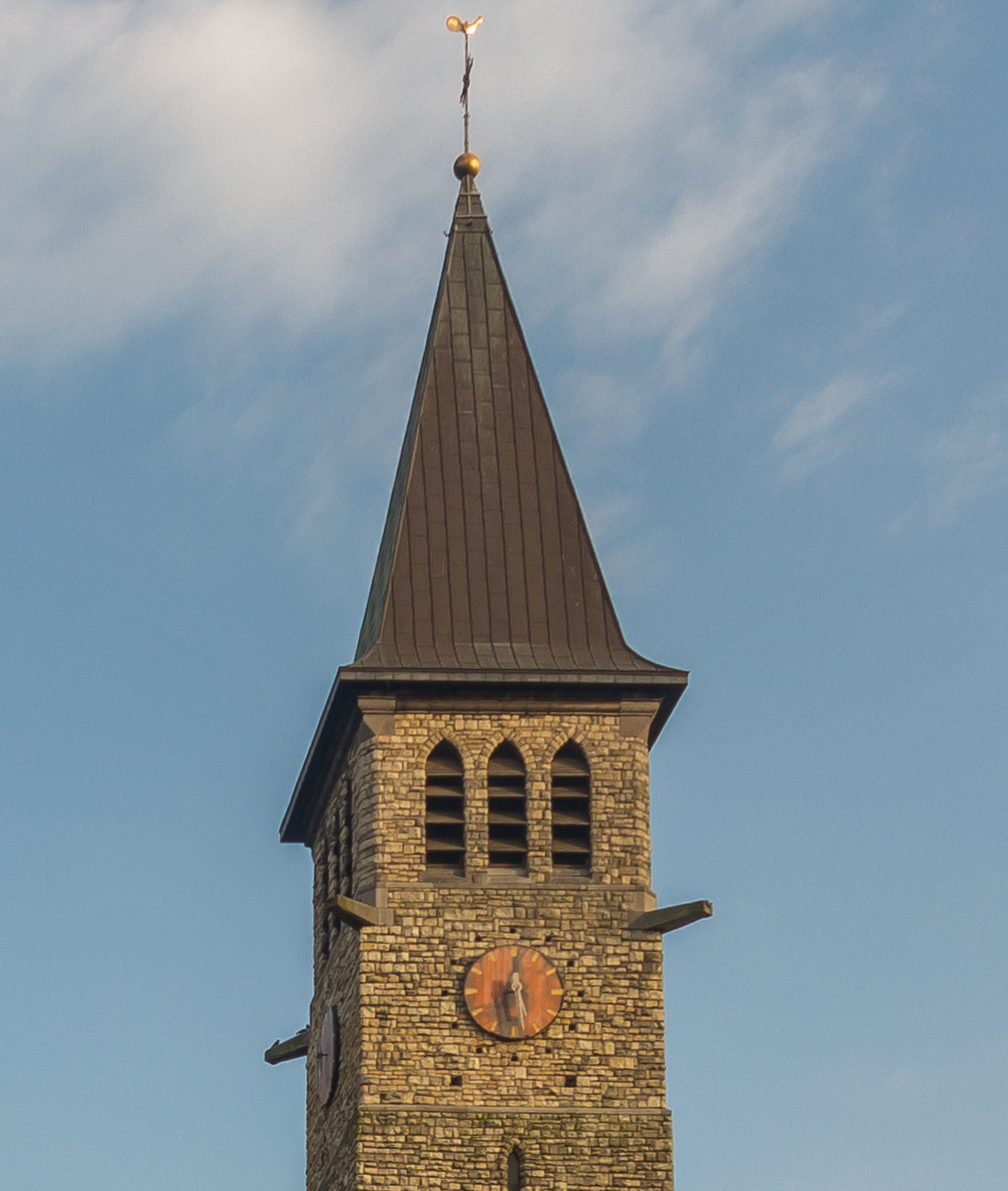
Vieringtoren

## Varia
- In 2020 gaf het Maastrichtse architectuurcentrum TOPOS het boek Mijn favoriete gebouw in Maastricht en omgeving uit. Daarin lichtten bekende en minder bekende Maastrichtenaren hun keuze voor een bepaald gebouw toe. Els Ottenheym-van Schijndel  koos voor de Sint-Theresiakerk, voornamelijk vanwege de vele jeugdherinneringen die met deze kerk verbonden waren: doop, eerste communie, uitvaarten van familieleden, maar ook de 'bewaarschool' van zuster Gentiana onder de kerk en de speelkuil voor de kerk.[9]